# 科里·赫希
科里·赫希（英語：Corey Hirsch，1972年7月1日—），加拿大男子冰球运动员，场上位置是守门员。他曾代表加拿大国家队参加1994年冬季奥林匹克运动会冰球比赛，获得一枚银牌。